# Magdalena Kordylasińska
Magdalena Kordylasińska-Pękala (ur. 25 października 1979 w Szczecinie) – polska perkusistka. Członkini zespołów Kwadrofonik i Hob-beats.
Naukę gry na perkusji rozpoczęła w wieku 18 lat w klasie Dariusza Jagiełły. W 2006 ukończyła z wyróżnieniem Akademię Muzyczną im. Fryderyka Chopina w Warszawie. Studiowała także w Królewskim Duńskim Konserwatorium Muzycznym w Kopenhadze pod kierunkiem Gerta Mortensena.
Od 2002 współpracuje z Miłoszem Pękalą, także perkusistą, z którym tworzy duety Hob-beats oraz Pękala/Kordylasińska/Pękala. Od 2005 wraz z Bartłomiejem Wąsikiem i Emilią Sitarz tworzą kwartet Kwadrofonik, gdzie gra muzykę współczesną oraz folkową. Obok pozostałych członków kwartetu jest zaangażowana w organizację Festiwalu „Kwadrofonik”.

## Dyskografia
- 2008 – Folk Love (Kwadrofonik)
- 2008 – Returning Sounds (Hob-beats)
- 2013 – Lutosławski Tuwim. Piosenki nie tylko dla dzieci (Kwadrofonik)
- 2015 – Requiem ludowe (Kwadrofonik)
- 2016 – Utwory na perkusję i urządzenia elektroakustyczne (Pękala/Kordylasińska/Pękala)
- 2018 – Modular (Pękala/Kordylasińska/Pękala)

## Nagrody i wyróżnienia
- Stypendystka Towarzystwa Przyjaciół Szczecina oraz Ministra Kultury i Dziedzictwa Narodowego[2]
- I nagroda na Ogólnopolskich Przesłuchaniach Perkusyjnych w Warszawie (2001)[2]
- I nagroda na Międzynarodowym Konkursie Perkusyjnym im. Mikołaja Stasiniewicza w Warszawie (2004)[2]
- Nagroda Prezydenta m.st. Warszawy (2004, 2006)[2]
- Grand Prix oraz nagrody publiczności na Festiwalu Muzyki Folkowej Polskiego Radia „Nowa Tradycja” (2006)[2]
- I nagroda Telewizji Polskiej na Festiwalu „Nowa tradycja" w 2007[4]
- Paszport „Polityki” 2014 w kategorii Muzyka Poważna jako członkini Kwadrofonika[5]
- Złota Płyta w 2014 za płytę „Lutosławski Tuwim. Piosenki nie tylko dla dzieci” Doroty Miśkiewicz i Kwadrofonika[6]
- Folkowy Fonogram Roku 2015 – pierwsza nagroda za płytę „Requiem ludowe” Kwadrofonika i Adama Struga[7]